# هری کرکستون
هری کرکستون (انگلیسی: Harry Croxton; February 1880 – February 1965) بازیکن فوتبال اهل بریتانیا بود.
از باشگاه‌هایی که در آن بازی کرده‌است می‌توان به باشگاه فوتبال استوک سیتی و باشگاه فوتبال پورت ویل اشاره کرد.